# Gunter Falk
Gunter Falk (* 26. Oktober 1942 in Graz, Steiermark; † 25. Dezember 1983 ebenda) war ein österreichischer Schriftsteller und Soziologe.

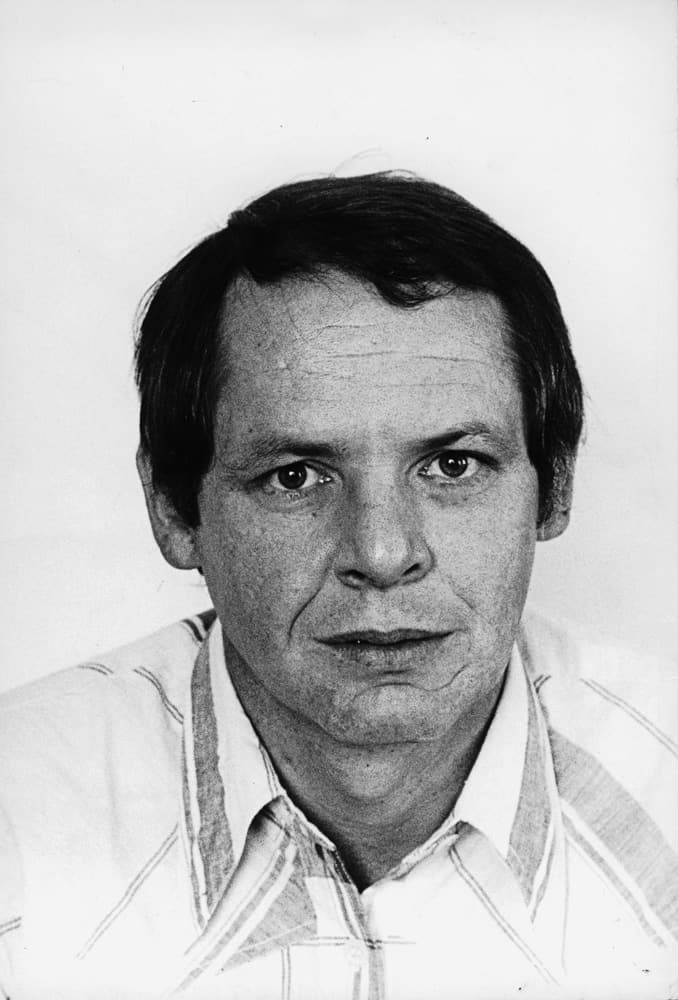

## Leben
Nach Studien der Soziologie, Biologie, Mathematik und Philosophie promovierte Gunter Falk 1976 als Dr. phil. in Soziologie in Graz und habilitierte sich 1980. Nach einer Anstellung als wissenschaftlicher Assistent am Institut für Soziologie der Hochschule für Welthandel in Wien war er von 1969 bis zu seinem Tod als Universitätsassistent an der Universität Graz am Institut für Soziologie beschäftigt.
In dieser Funktion wirkte er als Erneuerer, der etwa die poststrukturalistische Theorie mit in den Diskurs der Universität einbrachte. Seine Vorlesungen galten als äußerst unkonventionell.
Zugleich arbeitete er als Schriftsteller und gehörte zu den Mitgliedern des forum stadtpark, als deren 'intellektueller Motor' er bezeichnet wurde. Mit Wolfgang Bauer verband ihn eine lebenslange Freundschaft, in der anarchischen Arbeitsweise standen sich die beiden Autoren konzeptionell nahe (wie etwa beim Manifest happy art & attitude, 1965). Auch der skeptische Umgang mit dem Begriff der Autorschaft war ein prägendes Merkmal. Mit seinem Werk, das vorwiegend sprachkritischen und experimentellen Charakter hat, steht er insgesamt ästhetisch eher den Mitgliedern der Wiener Gruppe nahe.
Falk, dessen Leben nicht nur in Literatur und soziologischer Forschung von Devianz und Alkoholabhängigkeit geprägt war, verstarb kurz nach einer letzten Lesung im forum stadtpark in der Nacht  des 25. Dezember 1983 an einem Aneurysma.
Er hinterließ zahlreiche unveröffentlichte Schriften zu soziologischen und kulturtheoretischen Themen.

## Veröffentlichungen
- Der Pfau ist ein stolzes Tier. Verlag Hagar, Brühl, 1965
- Die Würfel in manchen Sätzen. Alle Texte 1961–1977 in zur Chronologie umgekehrter Reihenfolge. Klaus Ramm, Spenge 1977, ISBN 3-921917-06-9.
- Die dunkle Seite des Würfels. Alle Texte 1977–1983 in zur Chronologie umgekehrter Reihenfolge. Klaus Ramm, Spenge 1983, ISBN 3-921917-13-1.
- worte waren einmal menschen. Alle poetischen Texte. hrsg. von Günter Eichberger, Ritter Verlag, Klagenfurt 2015 (posthum), ISBN 978-3-85415-524-9.
- Vom Verschwinden des Autors. Essays und Kritiken. Ritter Verlag, Klagenfurt 2022, ISBN 978-3-85415-625-3.

## Wissenschaftliche Arbeiten (Auswahl)
- Spielsysteme und Spielverhalten. Phil. Diss. Graz 1966.
- Bildungsprozesse, Privilegien und Biografien. Habil.schr. Graz 1980.

## Auszeichnungen
- 1977: Staatsstipendium für Literatur Österreich
- 1984. Literaturpreis des Landes Steiermark (posthum)